# Pasar Gunung Sitoli
Pasar Gunung Sitoli is een bestuurslaag in het regentschap Gunungsitoli van de provincie Noord-Sumatra, Indonesië. Pasar Gunung Sitoli telt 5960 inwoners (volkstelling 2010).